# Гамлет Зиньковський
Гамлет Олександрович Зіньківський — український художник, відомий своїми стріт-арт роботами та ілюстраціями. Народився у м. Харків.

## Життя і творчість
Народився в Харкові в 1986 році, навчання проходив у Харківській Академії дизайну і мистецтв, на факультеті монументального живопису. Був виключений з академії у 2009 році за академічну заборгованість з фізкультури та психології.
Живе і працює переважно в Харкові, бере участь у виставках в Україні та за кордоном. Стріт-арт Гамлета відрізняється графічною манерою виконання і присутністю характерних авторських текстів.
У 2009 і 2011 році став одним з фіналістів на здобуття PinchukArtCentre Prize.
У 2013 році разом з Жанною Кадировою і Миколою Рідним представляв Україну на 53-Венеціанському бієнале.
Гамлет Зіньковський презентував два проекти: «Наодинці з собою» і «Книга людей». «Наодинці з собою» — проект, присвячений Марку Аврелію і створений в період захоплення його творчістю. Складається з безлічі малюнків, зроблених кульковою ручкою і розкриває тему відносин людини з самим собою. «Книга людей» — інсталяція з сотень портретів, виконаних в сірникових коробках.
Спочатку Гамлет Зіньковський підписувався «Гам Лет (укр. Гам Років)» — що в трактуванні художника означало «шум часу». Він не асоціює своє ім'я з відомим персонажем Вільяма Шекспіра з однойменної трагедії «Гамлет».

## Книги з ілюстраціями Зиньковського
Андрій Платонов, «Річка Потудань», 2017
Райнгард Кнодт, «Біль», 2018
Сергій Жадан, «Антена», 2018 р.

## Галерея

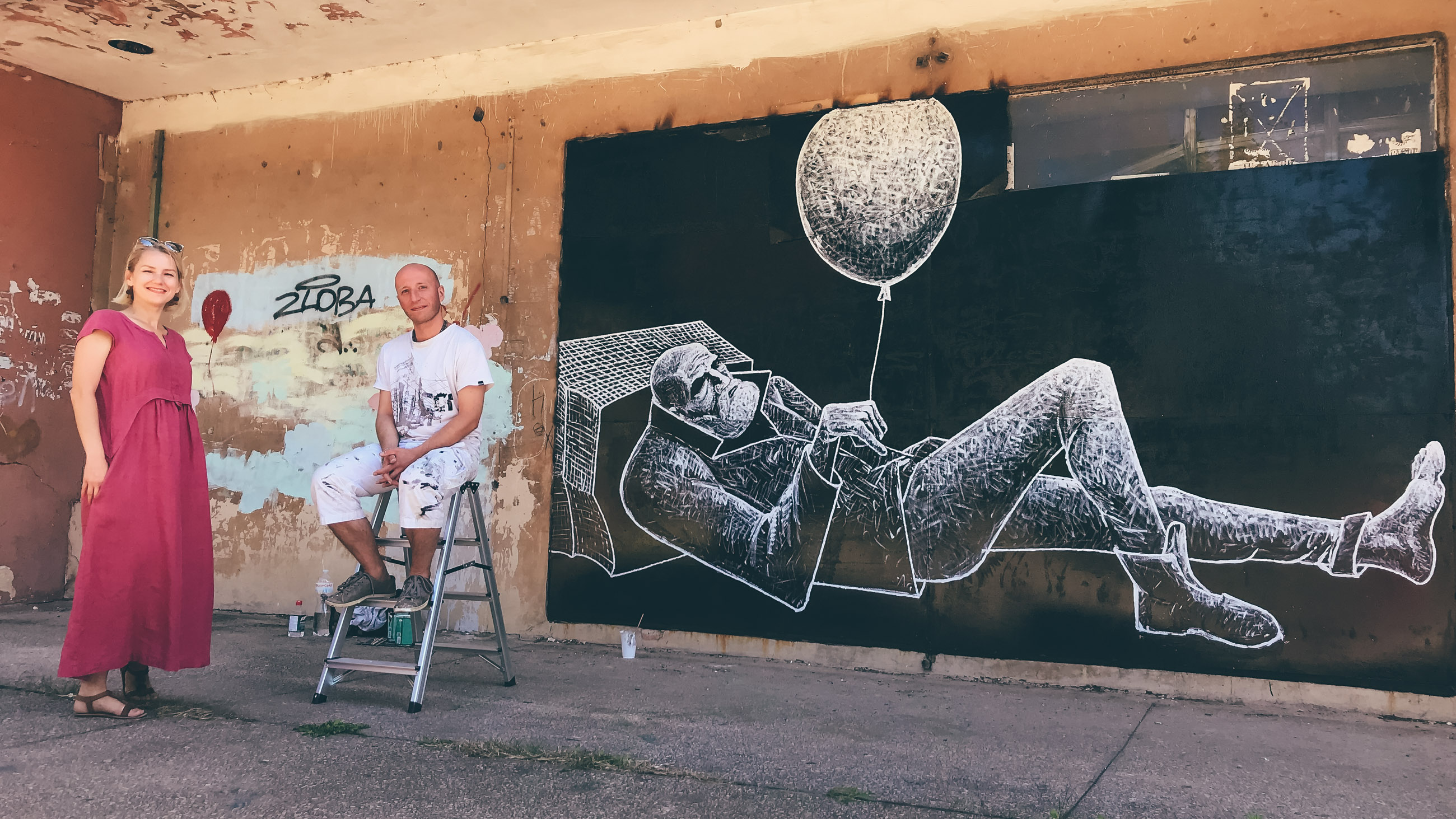
Гамлет Зіньківський у процесі створення стріт-арту у місті Бердянськ. Робота знаходиться на вулиці Шевченка, 8
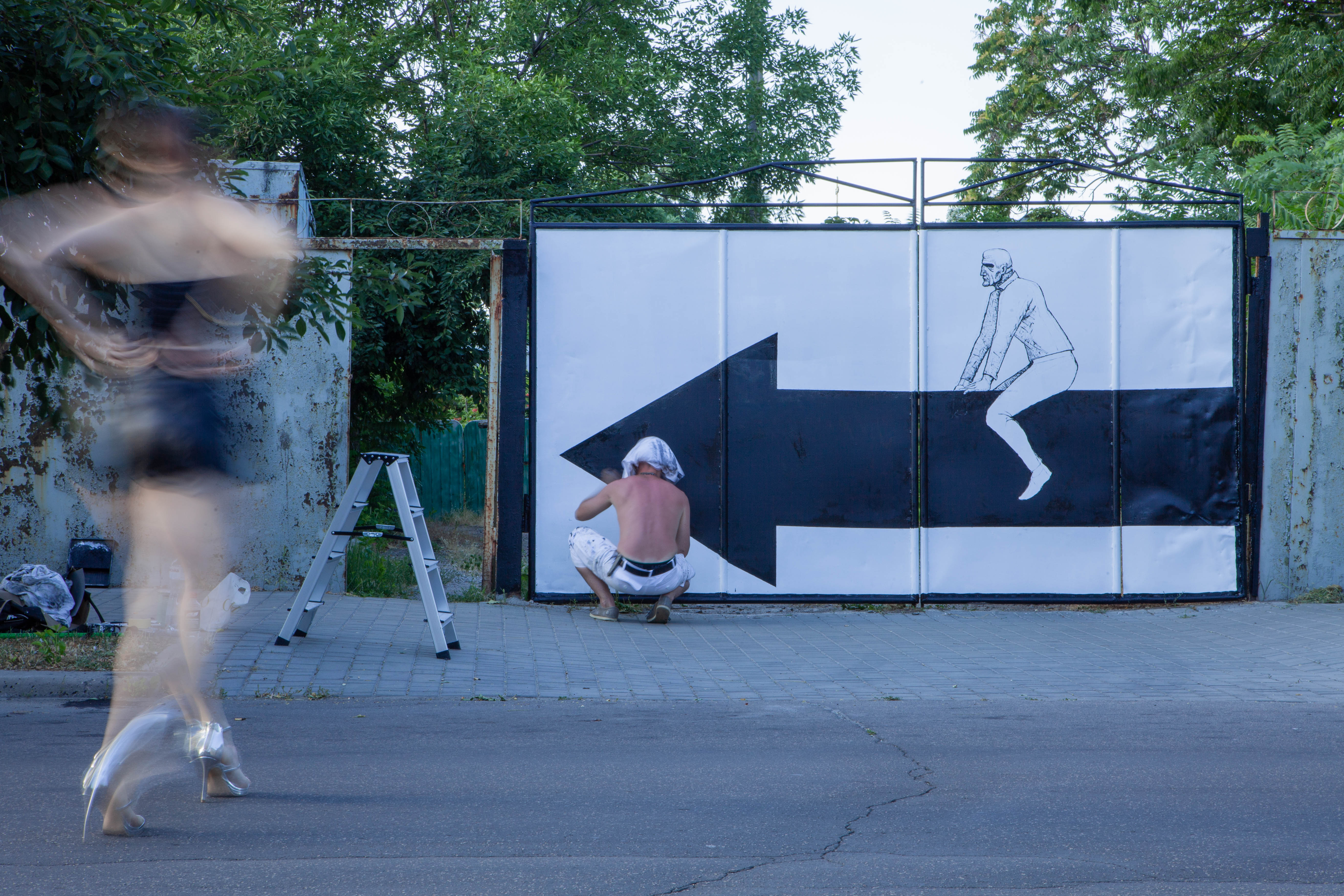
Гамлет Зіньківський створює стріт-арт у місті Бердянськ
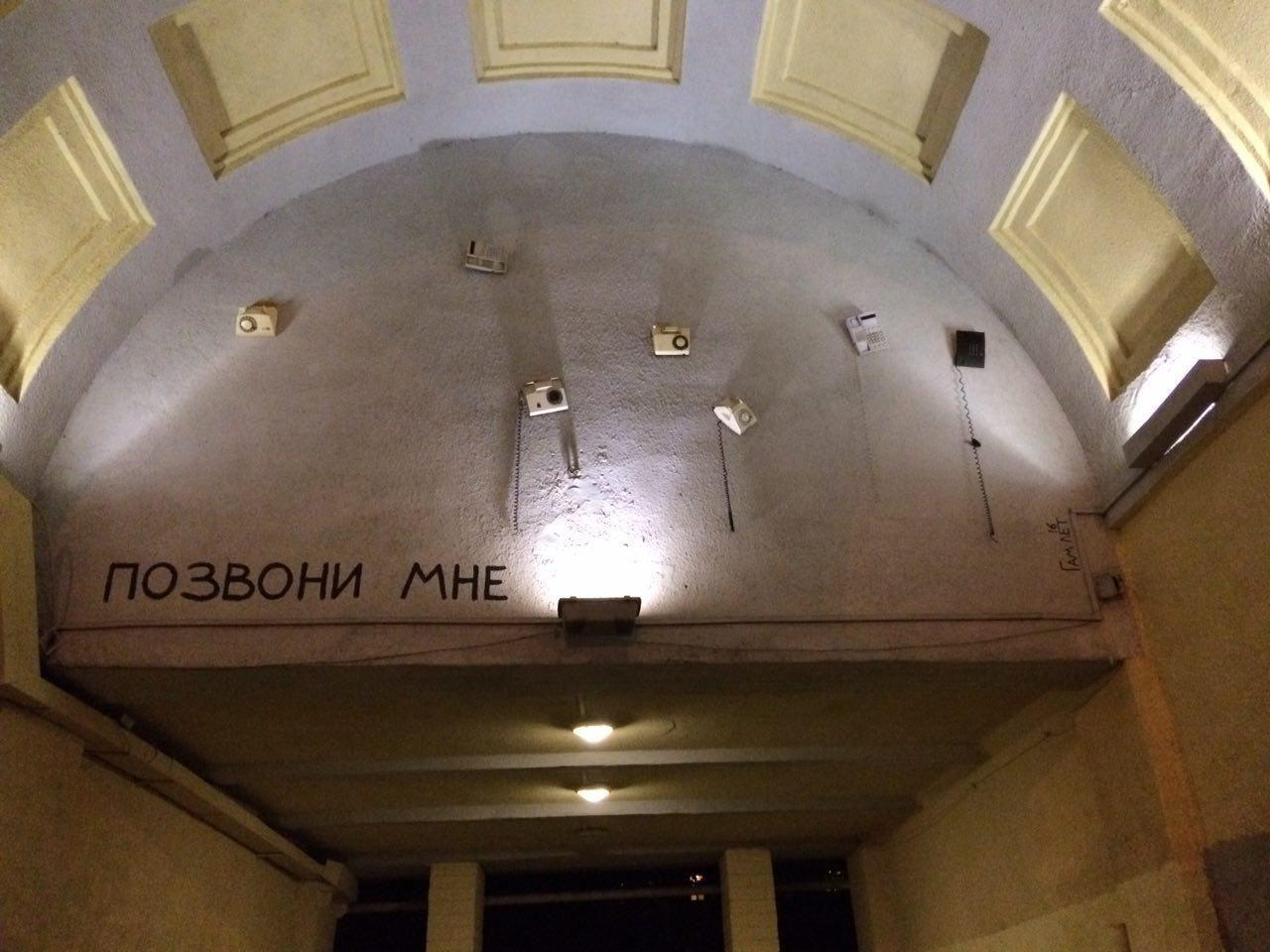
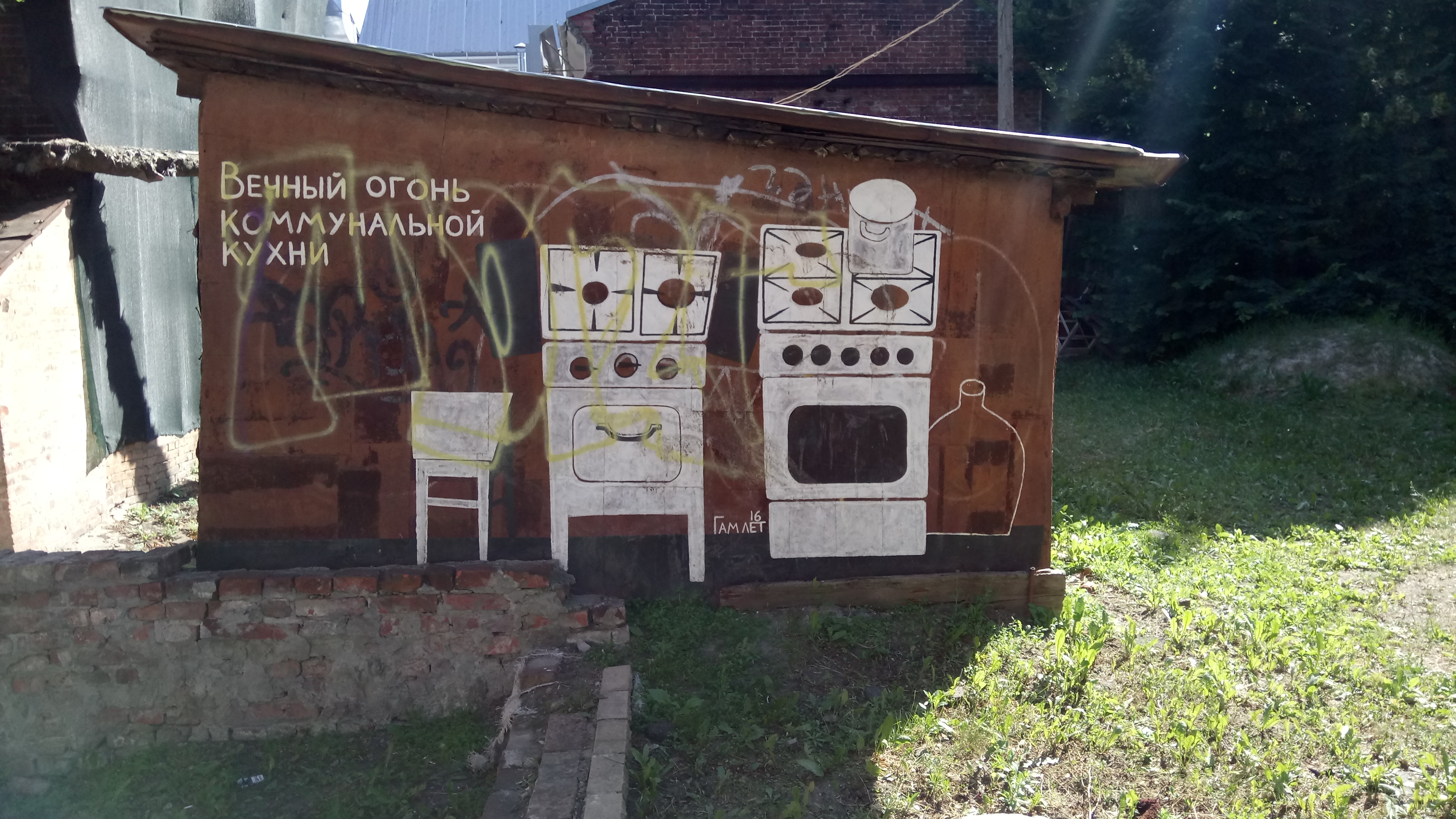
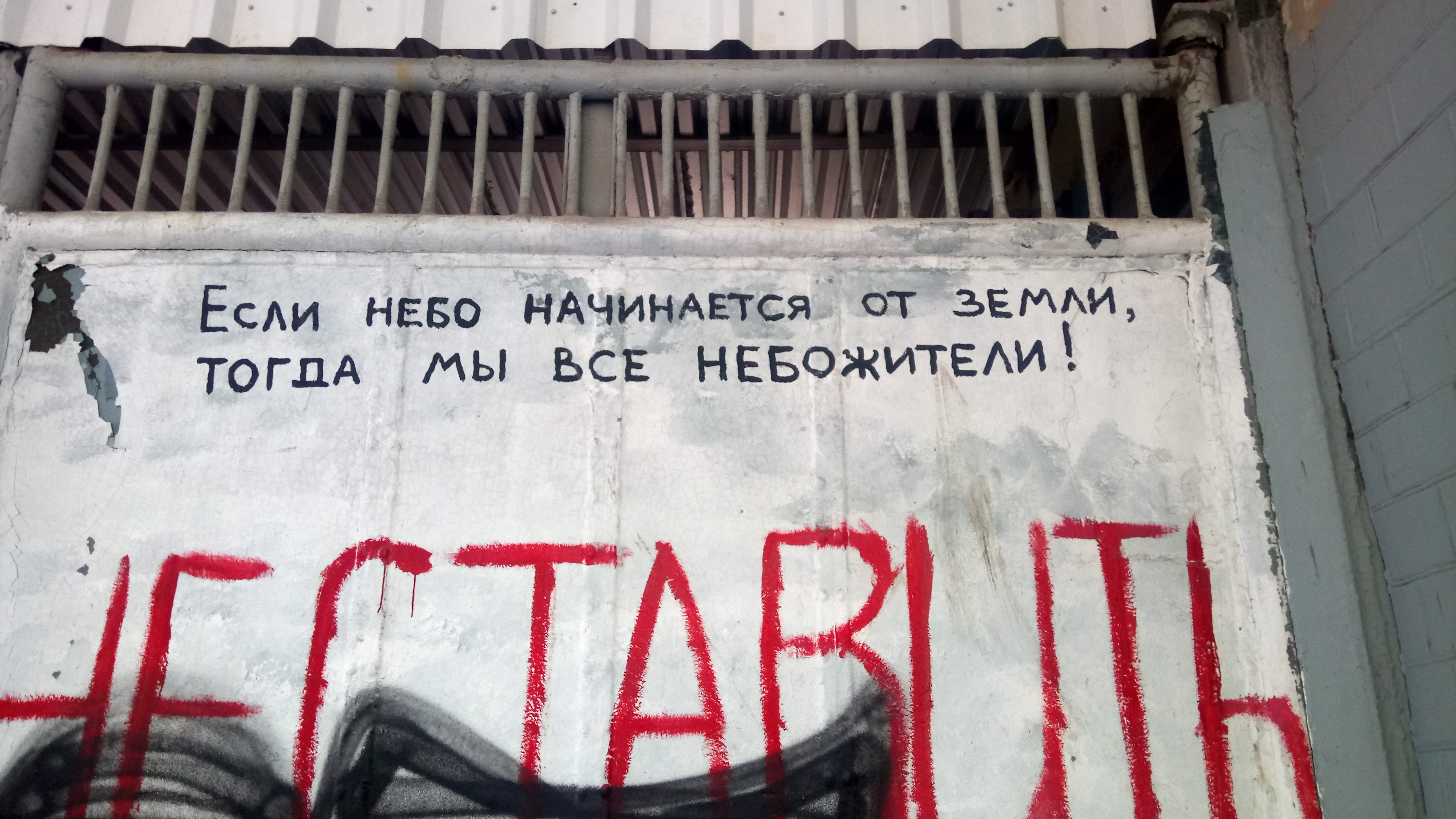
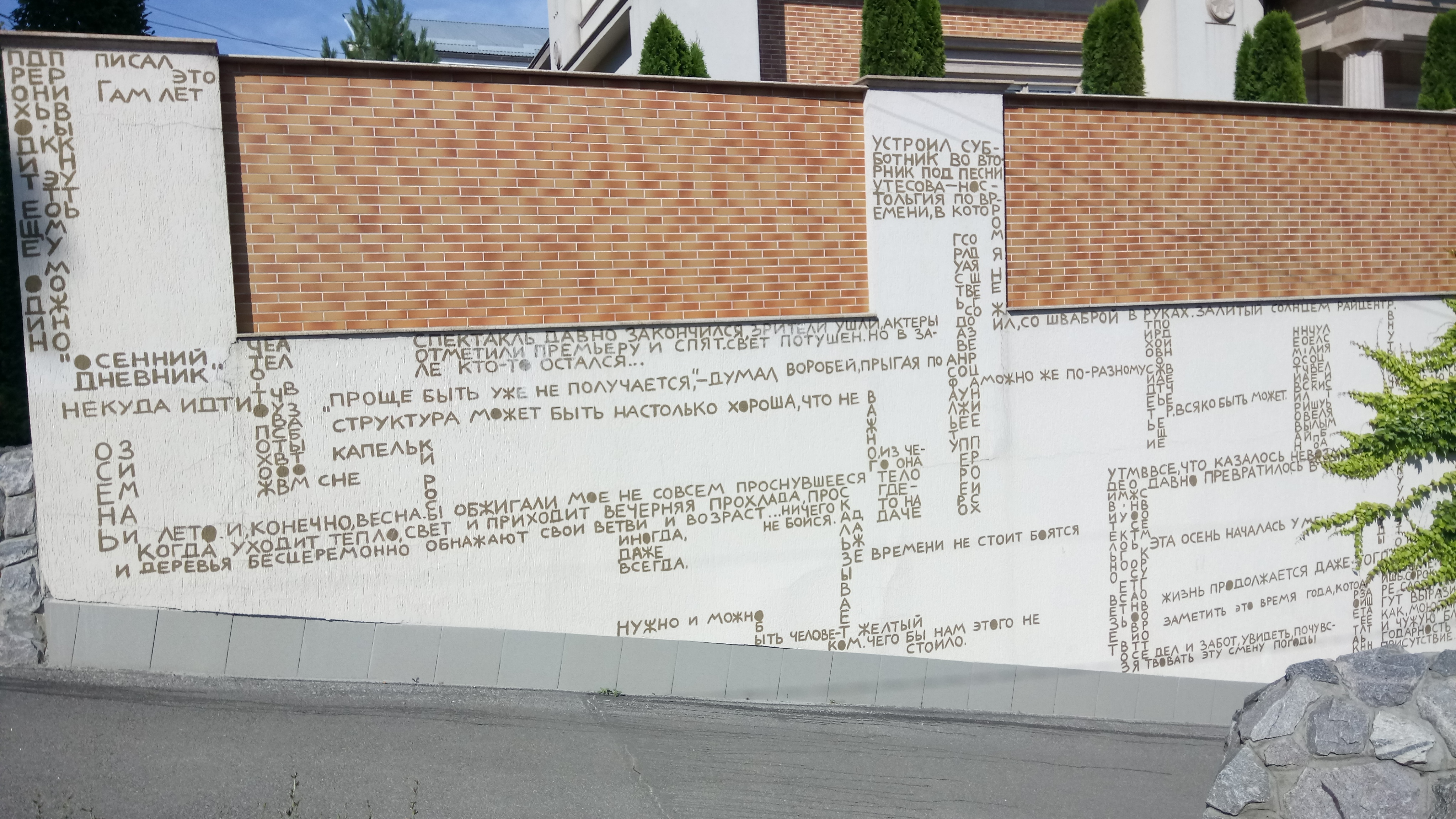
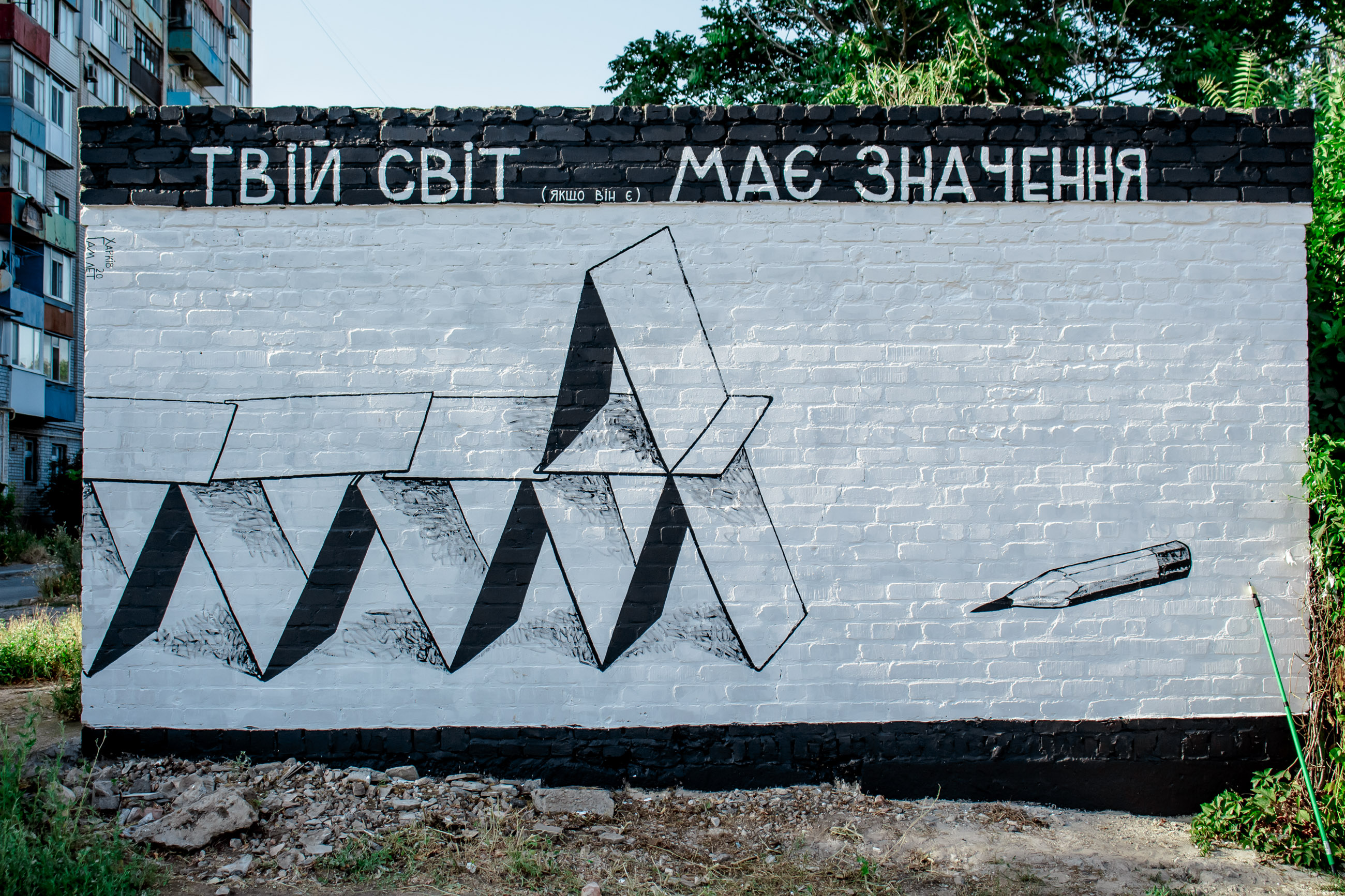
Стріт-арт робота Гамлета Зіньківського у місті Бердянськ по вулиці Свободи
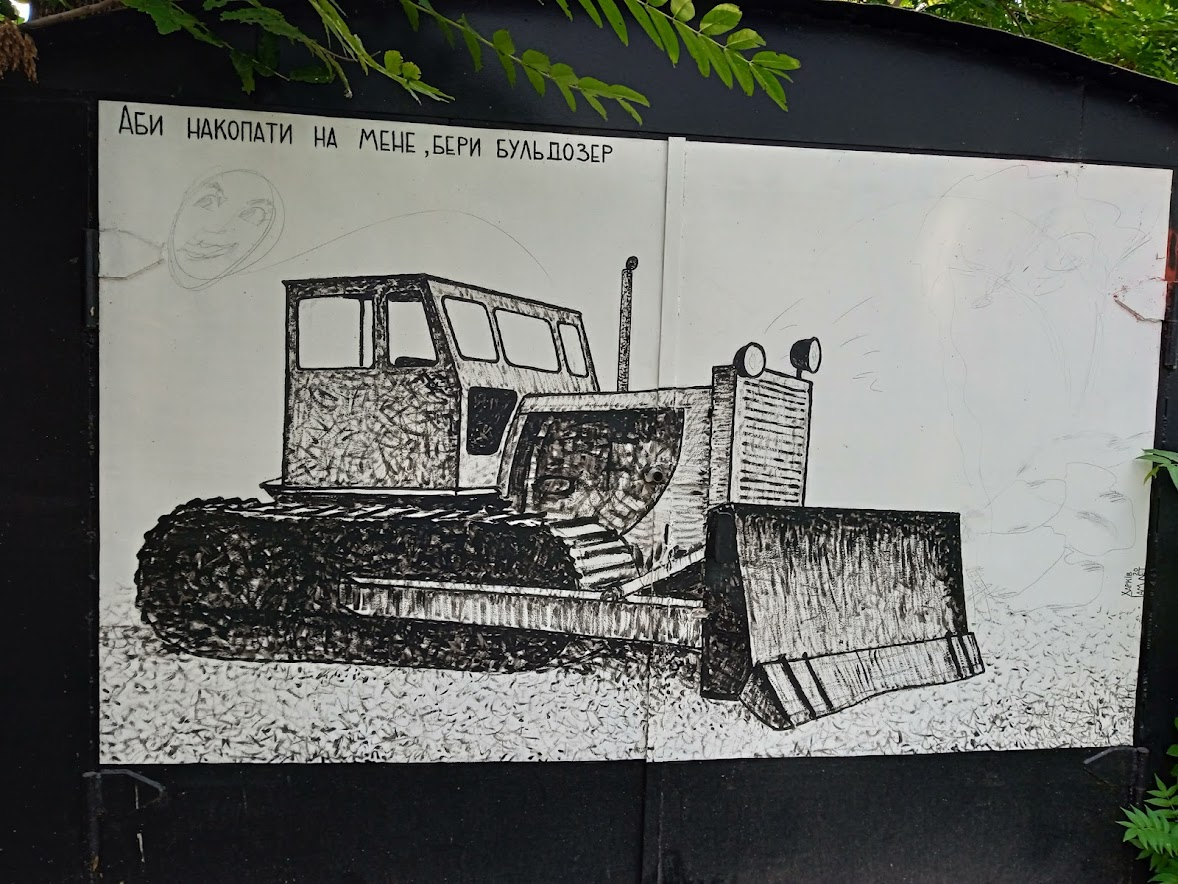
стріт-арт у місті Дніпро